# 扎里奇奇亞 (魯任區)
49°42′40″N 29°13′44″E / 49.71111°N 29.22889°E
扎里奇奇亞（烏克蘭語：Заріччя），是烏克蘭北部的村莊，隸屬日托米爾州的別爾季切夫區。該村處於羅斯塔維齊亞河畔，面積3.76平方公里，海拔高度217米，2001年人口2,178，人口密度每平方公里579.87人。